# Podlipki (Litwa)
Podlipki (lit. Paliepiukai) – wieś na Litwie, w okręgu wileńskim, w rejonie wileńskim, w gminie Niemież.
Współcześnie w skład miejscowości wchodzą trzy dawne zaścianki: Podlipki, Brzeźniaki (Biereśniaki) i Szafarnia.
Znajduje się tu (na terenie dawnego zaścianka Brzeźniaki) punkt pomiarowy Południka Struvego, w 2005 wpisany na listę światowego dziedzictwa UNESCO.

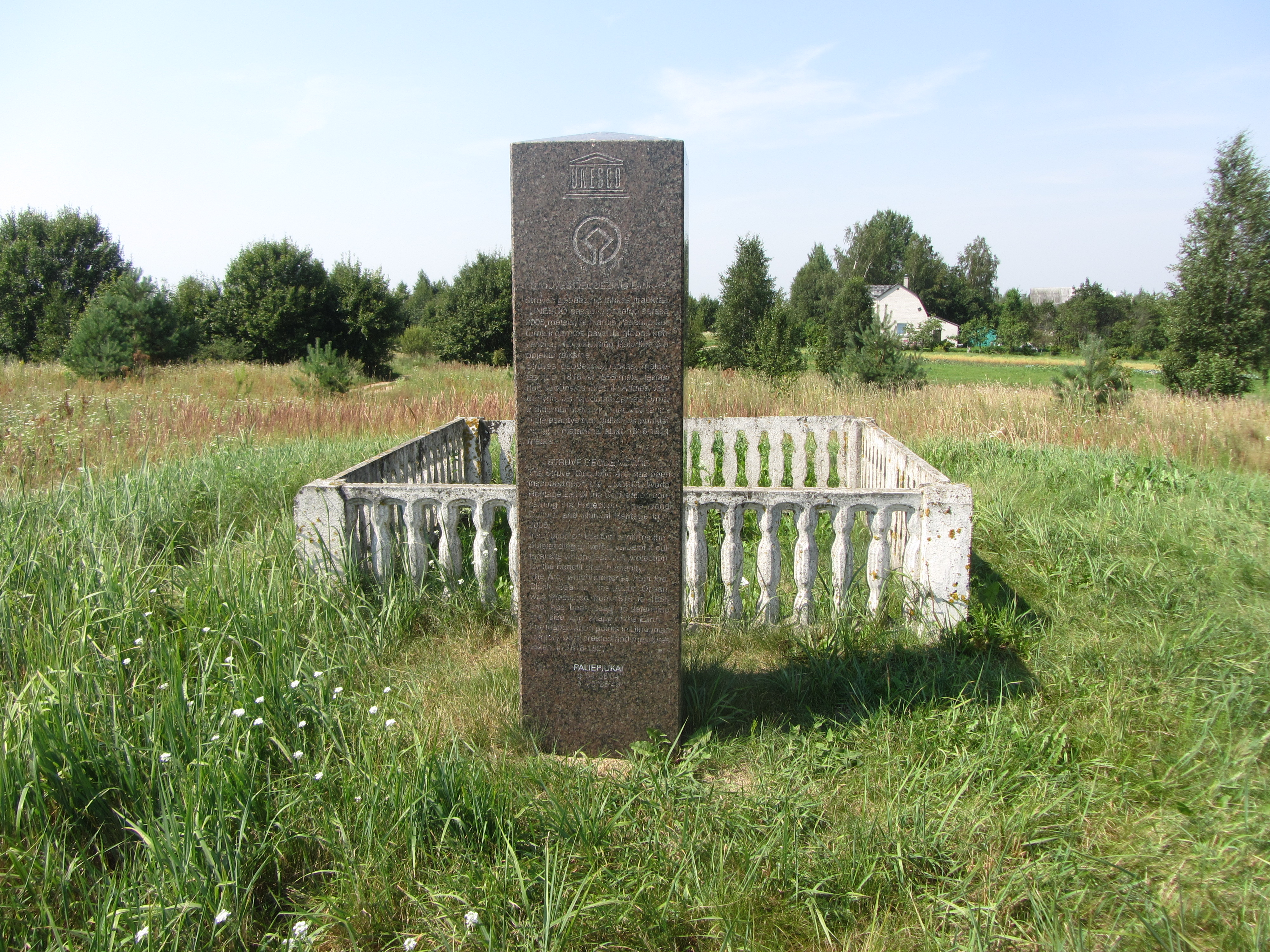
pozostałości Południka Struvego w Brzeźniakach

## Historia
Pod zaborami i w II Rzeczypospolitej zaścianek. W XIX i w początkach XX w. położone były w Rosji, w guberni wileńskiej, w powiecie wileńskim, w gminie Rudomino. Po I wojnie światowej pod administracją polską, w Zarządzie Cywilnym Ziem Wschodnich. W latach 1920–1922 w składzie Litwy Środkowej.
Od 11 kwietnia 1922 leżały w Polsce, w województwie wileńskim, w powiecie wileńsko-trockim, w gminie Rudomino. W 1931 miejscowości liczyły:
- Podlipki – 55 mieszkańców, zamieszkałych w 9 budynkach,
- Brzeźniaki – 23 mieszkańców, zamieszkałych w 3 budynkach,
- Szafarnia – 4 mieszkańców, zamieszkałych w 1 budynku[4].

Po II wojnie światowej w granicach Związku Sowieckiego. Od 1991 na niepodległej Litwie. W Litewskiej SRR, przed przyłączeniem do Podlipek, Brzeźniaki i Szafarnia funkcjonowały jako jedna wieś, nosząca litewską nazwę Beržytė.